# Ханьчжун
Ханьчжу́н (кит. упр. 汉中, пиньинь Hànzhōng) — городской округ в провинции Шэньси КНР. Название означает «среднее течение реки Ханьшуй».

## География
Ханьчжун находится на реке Хань на юго-востоки провинции Шэньси перед входом на перевал, ведущий в провинцию Сычуань. Высота над уровнем моря 0 500 м.
Среднегодовая температура составляет 14,3 °C.

## История
Когда 312 году до н. э. царство Цинь отвоевало у царства Чу среднее течение реки Ханьшуй, то в этих местах был создан округ Ханьчжун (汉中郡), власти которого разместились в Наньчжэне (南郑, северо-восток современного района Ханьтай). После падения империи Цинь Лю Бан получил титул Ханьского вана (汉王) и сделал Наньчжэн своей столицей. После образования империи Хань власти округа Ханьчжун перебрались в Сичэн. Во время диктатуры Ван Мана эти места захватил Гунсунь Шу, и округ Ханьчжун был переименован в Синьчэн (新城郡), но при империи Восточная Хань была восстановлена власть центрального правительства, власти округа вернулись в Наньчжэн и округ был опять переименован в Ханьчжун. В 191 году округ Ханьчжун был захвачен Чжан Лу, который переименовал его в Ханьнин (汉宁郡), но в 215 году ему было возвращено прежнее название. В конце империи Хань захвативший в 215 году Ханьчжун Цао Цао выделил восточную часть округа в отдельный округ Сичэн (西城郡), власти которого разместились в уезде Сичэн.
В эпоху Троецарствия эти места стали ареной борьбы между царствами Вэй, и Шу, но в конце-концов Вэй победило Шу и аннексировало его. Округ Ханьчжун был подчинён провинции Ичжоу (益州), а в 263 году из провинции Ичжоу была выделена провинция Лянчжоу (梁州), власти которой во времена империи Западная Цзинь перебрались в Наньчжэн.
В эпоху Южных и Северных династий этот стратегически важный регион не раз переходил из рук в руки, а его административное устройство часто менялось. При империи Суй в 606 году были созданы округа Ханьчуань (汉川郡) и Шуньчжэн (顺政郡). При империи Тан в 618 году эти округа были расформированы, а вместо них созданы области Лянчжоу (梁州), Янчжоу (洋州) и Синчжоу (兴州). В 725 году в связи с тем, что название области Лянчжоу звучало точно так же, как название другой области Лянчжоу (凉州), она была переименована в Баочжоу (褒州), но в 732 году ей было возвращено прежнее название. В 742 году области были расформированы, а вместо них были созданы округа Ханьчжун (汉中郡), Янчуань (洋川郡) и Шуньчжэн (顺政郡). В 758 году опять были ликвидированы округа и вместо них введены области. В 784 году область Лянчжоу была поднята в статусе, и стала Синъюаньской управой (兴元府).
После монгольского завоевания и установления империи Юань страна была разделена на регионы-лу, и Синъюаньская управа стала регионом Сиюань (西元路). После образования империи Мин регион Сиюань был в 1370 году преобразован в Ханьчжунскую управу (汉中府).
После Синьхайской революции была проведена реформа структуры административного деления, и в 1913 году управы были упразднены, а области и комиссариаты были преобразованы в уезды.
Во время гражданской войны этот регион был занят войсками коммунистов в декабре 1949 года. В 1950 году урбанизированная часть уезда Наньчжэн была выделена в город Наньчжэн. В 1951 году был создан Специальный район Наньчжэн (南郑专区), в который вошли город Наньчжэн и 11 уездов. В июне 1953 года город Наньчжэн был выведен из-под юрисдикции Специального района Наньчжэн и стал городом провинциального подчинения. В октябре 1953 года Специальный район Наньчжэн был переименован в Специальный район Ханьчжун (汉中专区), а город Наньчжэн — в город Ханьчжун. В 1958 году в рамках общекитайской кампании по укрупнению административных единиц ряд уездов был присоединён к другим, но в 1961 году они были восстановлены в прежних границах. В 1963 году Ханьчжун вновь стал городом провинциального подчинения. В 1964 году город Ханьчжун был расформирован, а вместо него образован уезд Ханьчжун.
В 1969 году Специальный район Ханьчжун был переименован в Округ Ханьчжун (汉中地区). В 1980 году уезд Ханьчжун был преобразован в город Ханьчжун.
В 1996 году постановлением Госсовета КНР были расформированы округ Ханьчжун и город Ханьчжун, и образован городской округ Ханьчжун; территория бывшего города Ханьчжун стала районом Ханьтай городского округа Ханьчжун.
28 сентября 2017 года уезд Наньчжэн был преобразован в район городского подчинения.

## Административно-территориальное деление
Городской округ Ханьчжун делится на 2 района, 9 уездов:
| Карта                                                                        | Карта    | Карта     | Карта          | Карта            | Карта         |
| ---------------------------------------------------------------------------- | -------- | --------- | -------------- | ---------------- | ------------- |
| Ханьтай Наньчжэн Чэнгу Янсянь Сисян Мяньсянь Нинцян Люэян Чжэньба Люба Фопин |          |           |                |                  |               |
| Статус                                                                       | Название | Иероглифы | Пиньинь        | Население (2009) | Площадь (км²) |
| Район                                                                        | Ханьтай  | 汉台区    | Hàntái qū      | 550 000          | 556           |
| Район                                                                        | Наньчжэн | 南郑区    | Nánzhèng qū    | 550 000          | 2849          |
| Уезд                                                                         | Чэнгу    | 城固县    | Chénggù xiàn   | 530 000          | 2265          |
| Уезд                                                                         | Янсянь   | 洋县      | Yáng xiàn      | 440 000          | 3206          |
| Уезд                                                                         | Сисян    | 西乡县    | Xīxiāng xiàn   | 410 000          | 3240          |
| Уезд                                                                         | Мяньсянь | 勉县      | Miǎn xiàn      | 420 000          | 2406          |
| Уезд                                                                         | Нинцян   | 宁强县    | Níngqiáng xiàn | 340 000          | 3243          |
| Уезд                                                                         | Люэян    | 略阳县    | Lüèyáng xiàn   | 200 000          | 2831          |
| Уезд                                                                         | Чжэньба  | 镇巴县    | Zhènbā xiàn    | 280 000          | 3437          |
| Уезд                                                                         | Люба     | 留坝县    | Liúbà xiàn     | 40 000           | 1970          |
| Уезд                                                                         | Фопин    | 佛坪县    | Fópíng xiàn    | 30 000           | 1279          |

## Экономика
Завод компании Shaanxi Aircraft Corporation производит транспортные самолеты. 

## Транспорт
Важное значение имеют грузовые железнодорожные перевозки из Ханьчжуна в Центральную Азию, Восточную и Западную Европу. 

## Города-побратимы
- Идзумо, Япония
- Тюрнхаут, Бельгия